# Jessie Barr
Jessie Barr (* 24. Juli 1989 in Waterford) ist eine ehemalige irische Leichtathletin, die im Sprint und Hürdenlauf an den Start ging. Ihr Bruder Thomas Barr ist ebenfalls als Hürdenläufer aktiv.

## Sportliche Laufbahn
Erste internationale Erfahrungen sammelte Jessie Barr im Jah 2007, als sie bei den Junioreneuropameisterschaften in Hengelo mit 60,88 s im Halbfinale im 400-Meter-Hürdenlauf ausschied. Im Jahr darauf schied sie bei den Juniorenweltmeisterschaften in Bydgoszcz mit 60,00 s in der ersten Runde aus und 2011 belegte sie bei den U23-Europameisterschaften in Ostrava in 56,62 s den fünften Platz. Anschließend kam sie bei der Sommer-Universiade in Shenzhen mit 57,21 s nicht über den Vorlauf hinaus. Im Jahr darauf belegte sie bei den Europameisterschaften in Helsinki in 56,83 s den sechsten Platz im Hürdenlauf und Anschließend nahm sie mit der irischen 4-mal-400-Meter-Staffel an den Olympischen Sommerspielen in London teil und schied dort mit 3:30,55 min im Vorlauf aus. 2013 belegte sie bei der Sommer-Universiade in Kasan in 57,65 s den vierten Platz im Hürdenlauf und 2016 beendete sie ihre aktive sportliche Karriere im Alter von 27 Jahren.
In den Jahren 2012 und 2013 wurde Barr irische Meisterin im 400-Meter-Hürdenlauf. 

## Persönliche Bestleistungen
- 400 Meter: 53,68 s, 21. Juli 2012 in Amsterdam
- 400 m Hürden: 55,93 s, 28. Juni 2012 in Helsinki